# NGC 4136
NGC 4136 é uma galáxia espiral barrada (SBc) localizada na direcção da constelação de Coma Berenices. Possui uma declinação de +29° 55' 40" e uma ascensão recta de 12 horas, 09 minutos e 17,8 segundos.
A galáxia NGC 4136 foi descoberta em 13 de Março de 1785 por William Herschel.